# Дворец де Реусов (Шуазелей)
Дворе́ц де Ре́усов, дворец Де Реусов, также де Реуссов (лит. De Reusų rūmai ), дворец Шуазелей (лит. Šuazelių rūmai) — дворец с чертами архитектуры барокко и классицизма в Старом городе Вильнюса на углу площади С. Дауканто при перекрёстке улицы Университето и Скапо (S. Daukanto a. 2 / Universiteto g. 10). Дворец является памятником архитектуры республиканского значения (AtR 55) и охраняется государством, код в Регистре культурных ценностей Литовской Республики 750. 
В настоящее время в здании расположены жилые квартиры, офис фирмы „Euromediena“, Институт экономических исследований, копировальное бюро „Copy1“, книжный магазин „Eureka“, магазин льняных изделий „Lino namai“, магазин изделий из шерсти „Vilnos namai“.

## История
В 1528—1529 годах на этом месте был участок с домом, принадлежавший подкоморему Поцевичу. В середине XVIII века новая владелица Кремпуш построила здесь каменный двухэтажный дом.

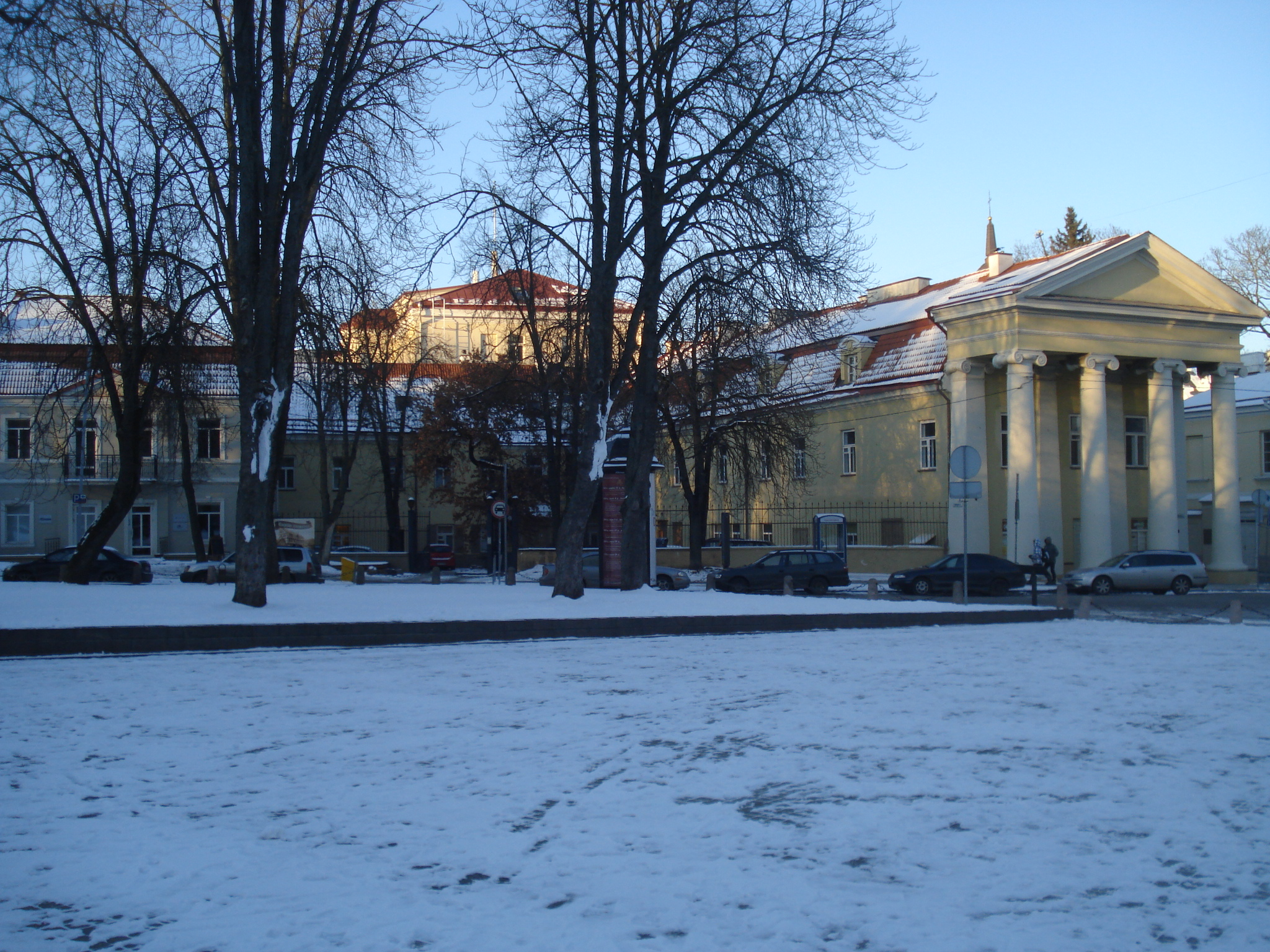
Дворец де Реусов

В 1798 году его купили графы Шуазели; по их заказу здание было реконструировано, как предполагается, архитектором Мартином Кнакфусом.
В начале XIX века во дворце было 16 больших и 12 малых комнат, 9 печей, конюшня на 16 коней. Владельцами дворца в XIX веке были графы де Реусы, позднее Плятеры, врач и путешественник Игнацы Тадеуш Жагель и другие менявшиеся собственники.
В первой четверти XIX века архитектор Жозеф Пусье подготовил проект реконструкции, который предполагал возведение нового корпуса с таким же портиком, как у восточного корпуса. Проект остался неосуществлённым. 
В 1892—1901 годах здание принадлежало О. Богдановичу. По его заказу на месте хозяйственных построек в 1894 году был возведён западный корпус дворца.

## Архитектура

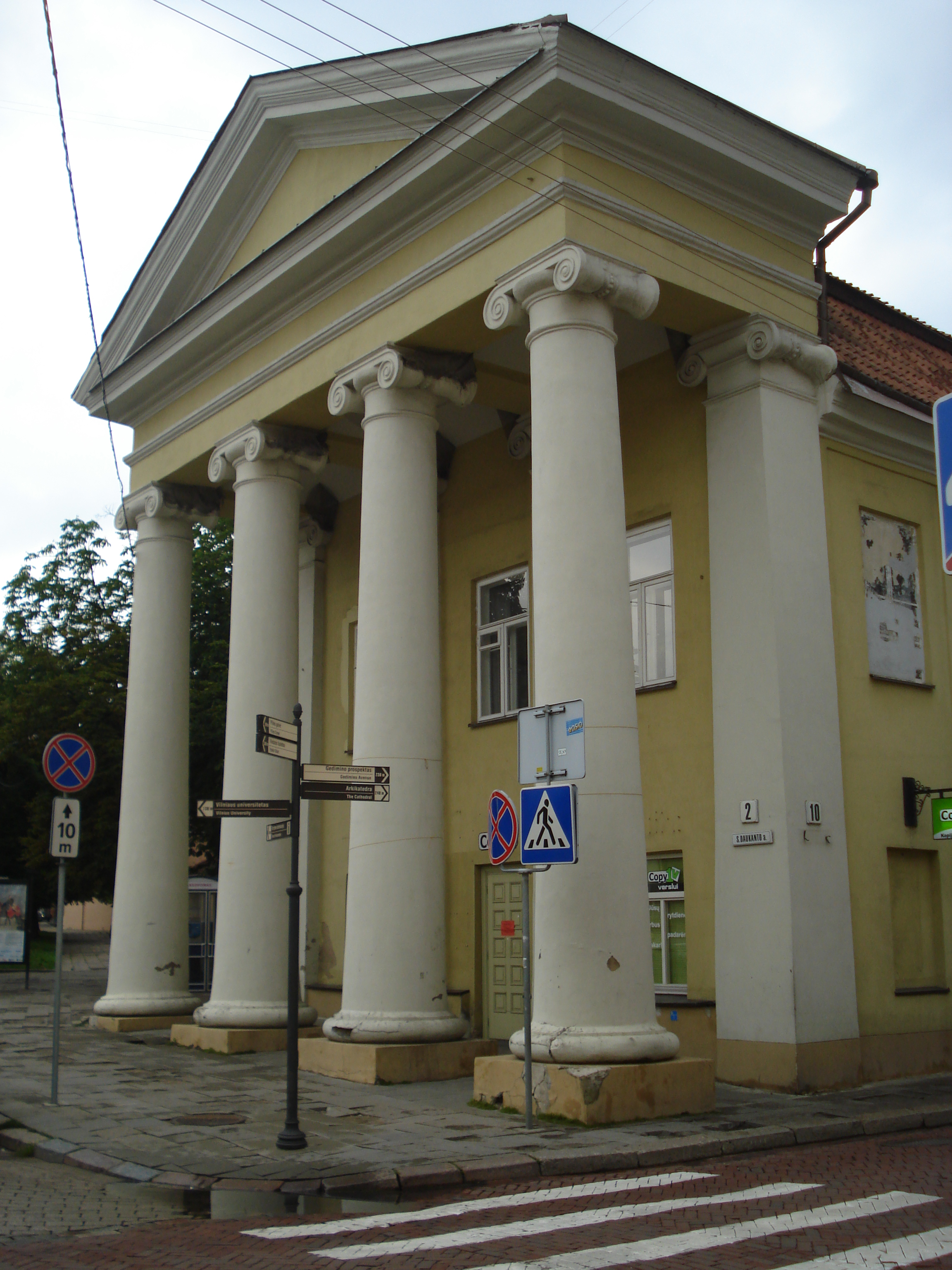
Портик дворца де Реусов

Дворец расположен в северной части площади С. Дауканто, образуя композиционный противовес президентскому дворцу. Три двухэтажных корпуса окружают частично закрытый двор. На площадь выходят фасады восточного и более короткого западного корпусов, восточный корпус с выразительным фасадом расположен у северо-восточного угла площади, при улице Университето. Стены сложены из кирпича и покрыты штукатуркой. Ступенчатая крыша крыта черепицей.
Выразительный фасад восточного корпуса является важным акцентом площади. Массивный антаблемент и фронтон величественного портика выше барочной крыши. Ритм четырёх ионических колонн повторяется пилястрами такого же ордера.
Другие фасады простых и строгих форм. Окна западного корпуса украшают неоклассицистские обрамления с трапециевидными ключами.